# Teleférico del Teide
Koordinaten: 28° 16′ 12″ N, 16° 38′ 20″ W

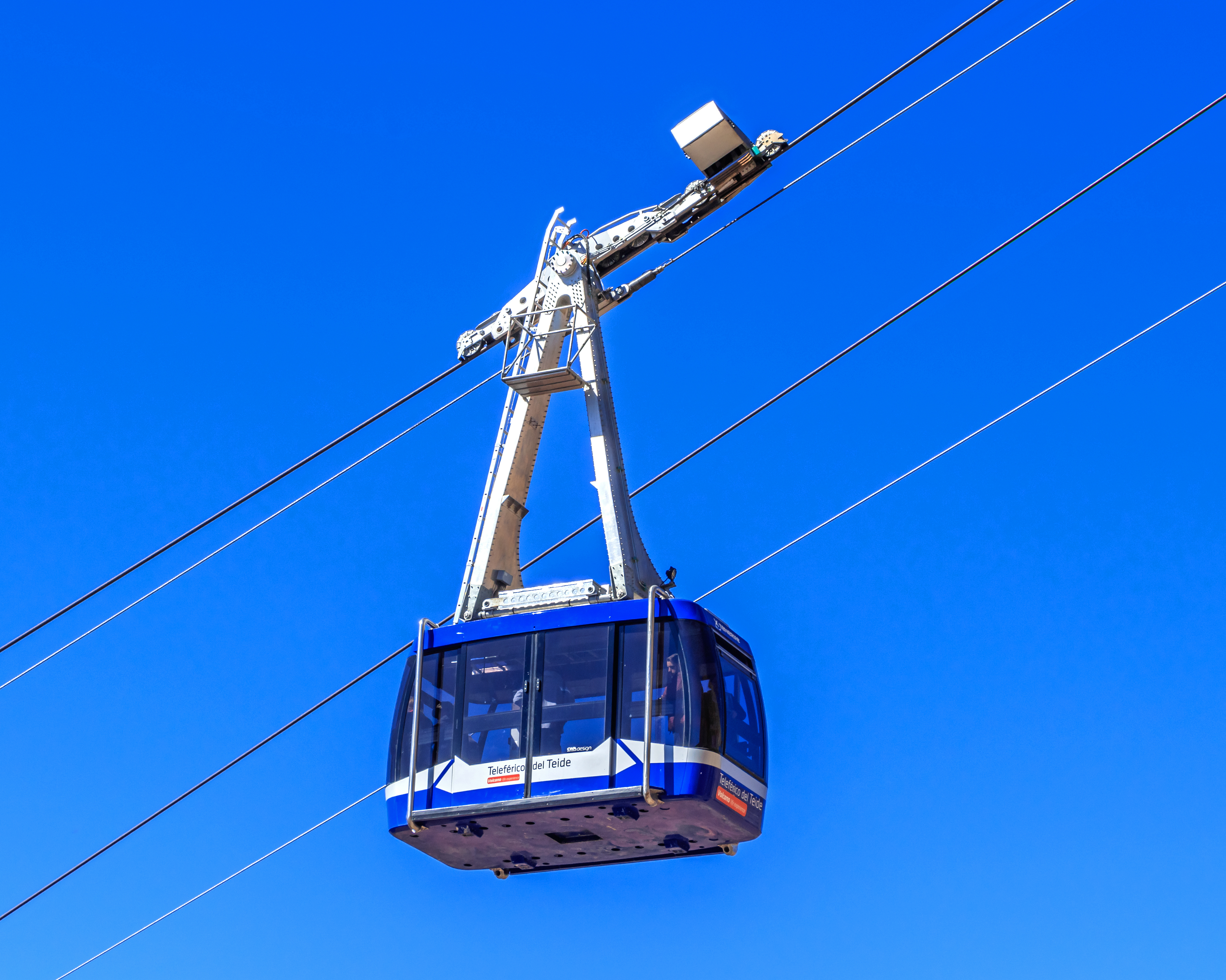
Teide-Seilbahn

Die Teide-Seilbahn (Spanisch: Teleférico del Teide) ist eine Luftseilbahn, die auf den Teide, den höchsten Gipfel Spaniens im Teide-Nationalpark auf Teneriffa, Kanarische Inseln, führt. Sie beginnt an der Basisstation in 2356 Meter Höhe und fährt mit einer Höchstgeschwindigkeit von 8 Metern pro Sekunde innerhalb von acht Minuten zur Bergstation in 3555 Metern Höhe. Pro Kabine können bis zu 44 Personen befördert werden. Der Bau der Seilbahn begann am 5. September 1963 und wurde am 27. Juli 1971 abgeschlossen. Ihre Inbetriebnahme erfolgte am 2. August 1971. In den Jahren zwischen 1999 und 2007 wurden umfangreiche Renovierungsarbeiten durchgeführt.

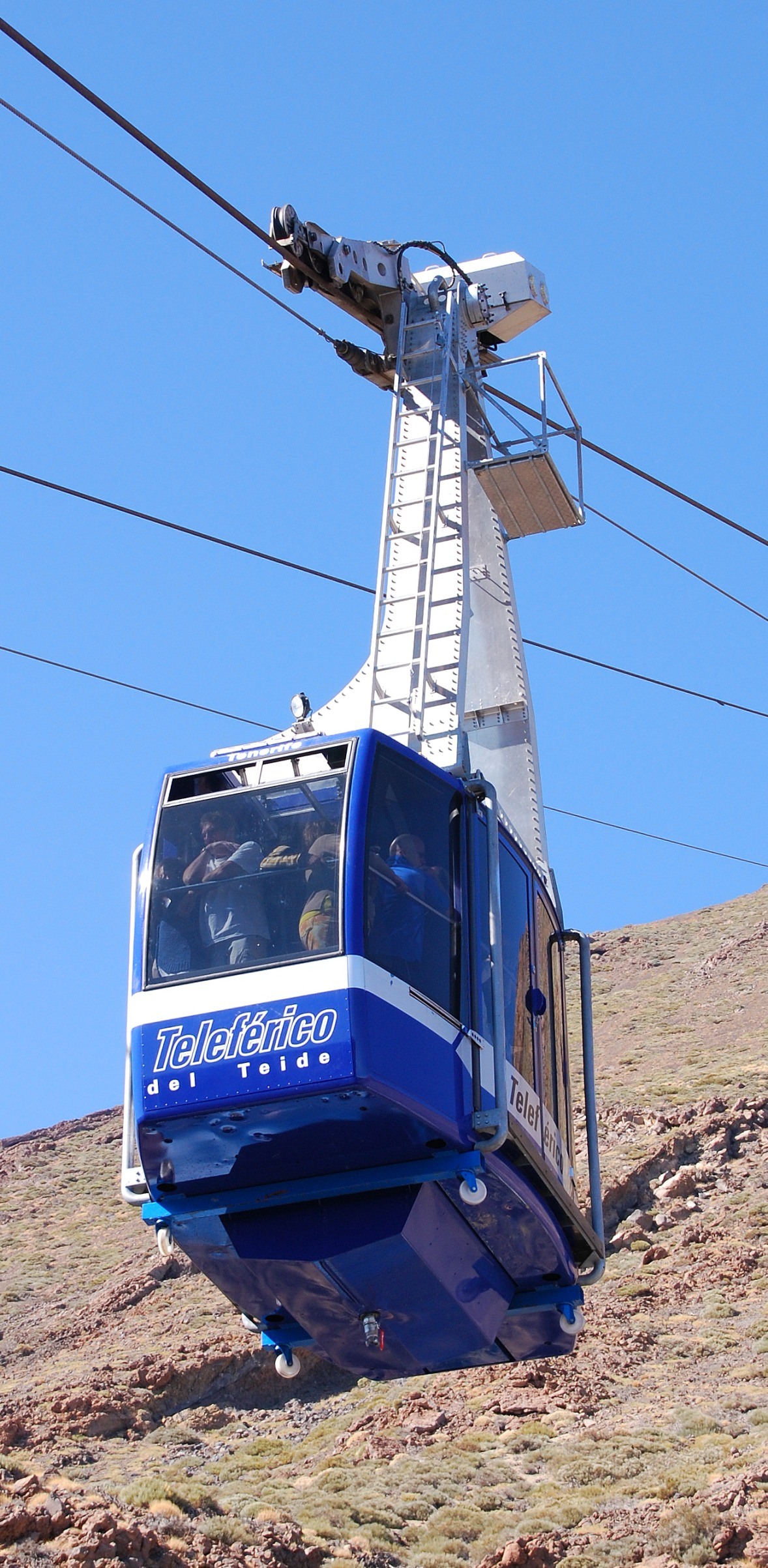
Kabine der Teide-Seilbahn
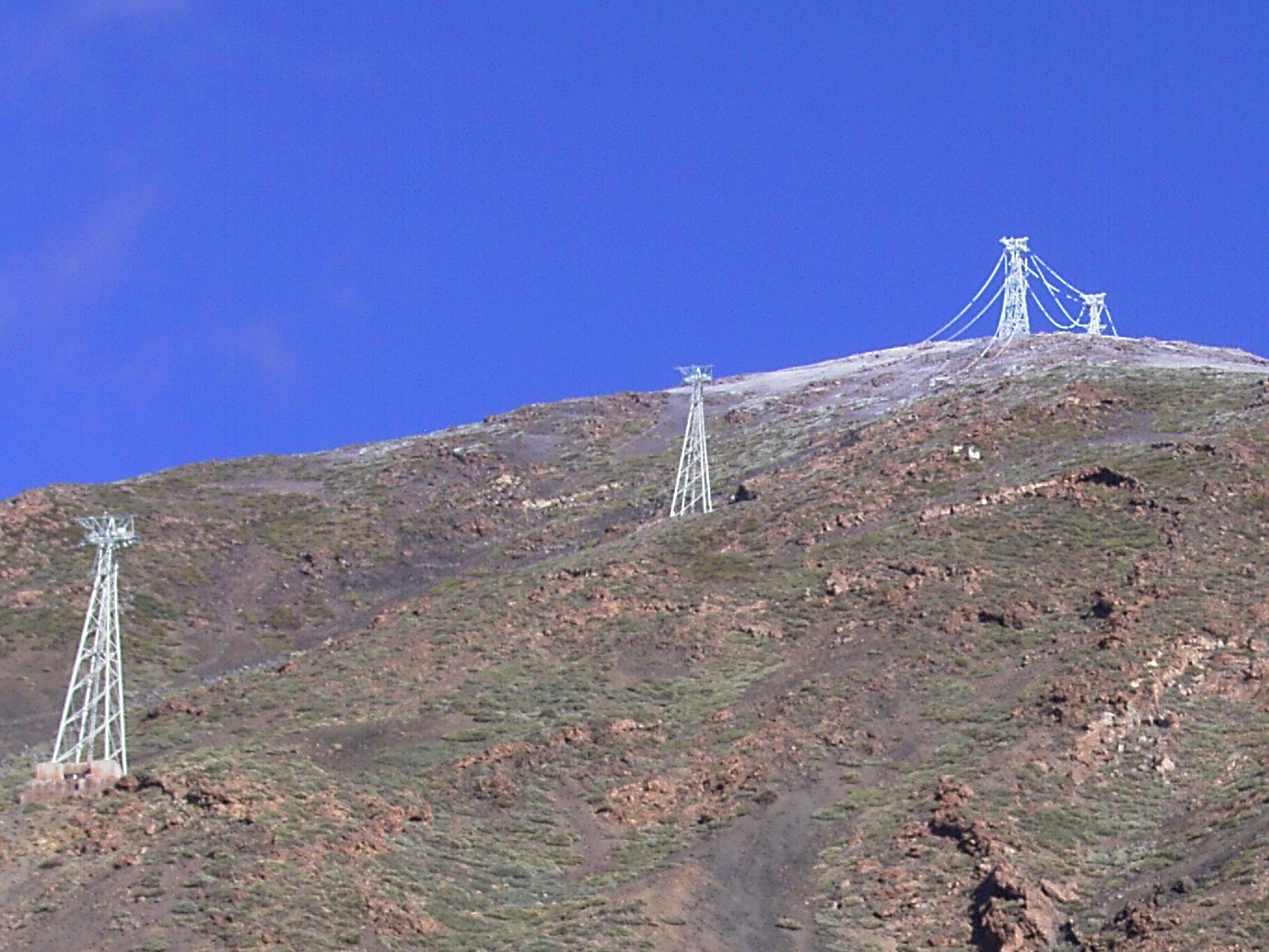
Die eisbedeckten Tragsysteme der Seilbahn am 7. April 2008
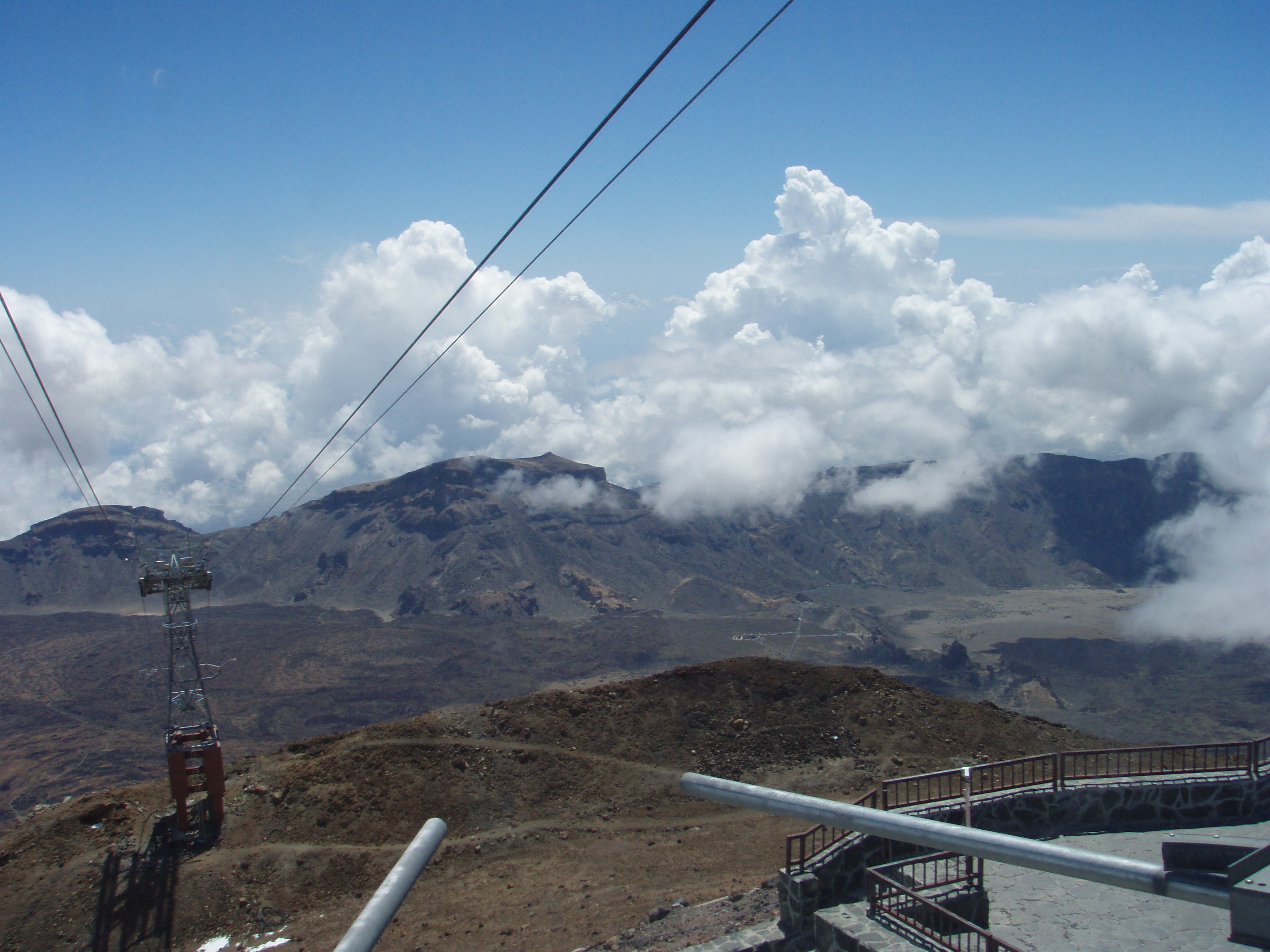
Abfahrt aus der Bergstation im März 2009
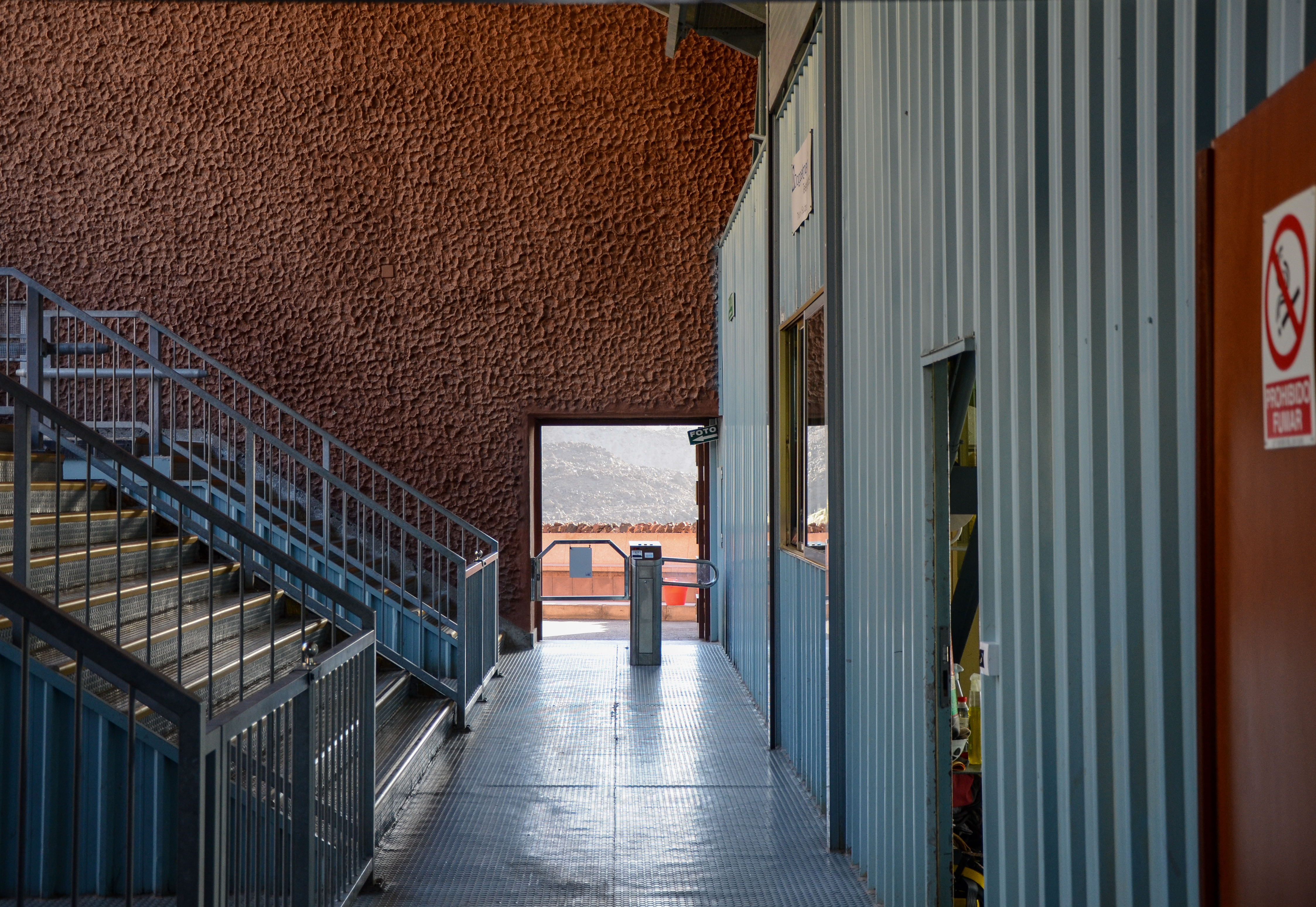
Talstation im September 2011
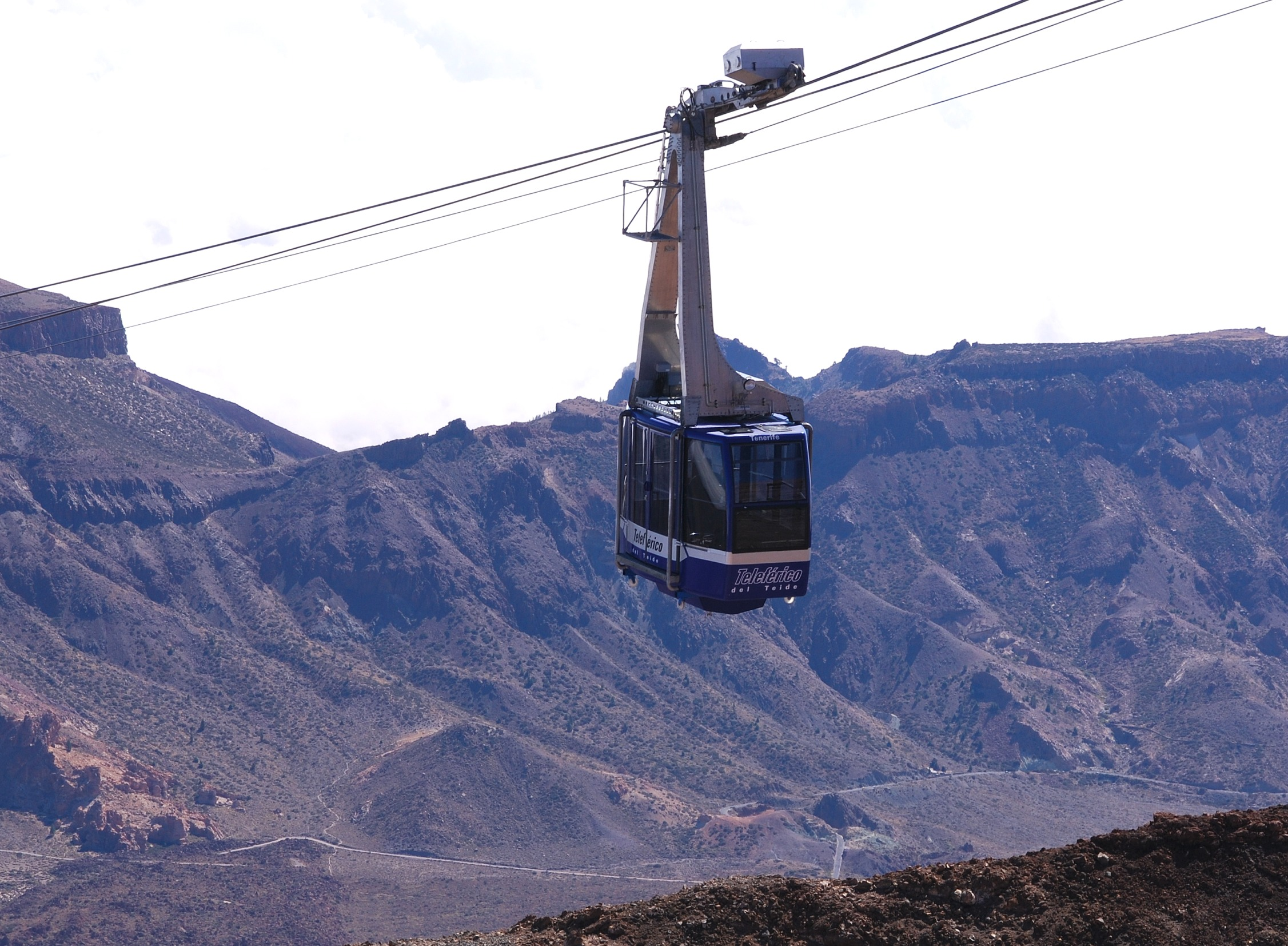

## Geschichte
Im Laufe der Jahre wurden verschiedene Vorschläge für den Bau einer Seilbahn entwickelt, um die Besteigung des Teide zu erleichtern. Das Projekt zum Bau der Seilbahn initiierte der Rechtsanwalt Andrés de Arroyo y González de Chávez. Auf seiner Deutschlandreise inspiriert von den deutschen Seilbahnen rund um die Zugspitze, begann er nach seiner Rückkehr nach Teneriffa im Jahr 1929 mit der Arbeit an einem Projekt für eine Seilbahn auf den Teide, für das er alle Kosten übernahm.
Das Projekt sollte 1930 vom Bauingenieur José Ochoa Benjumea nach verschiedenen Studien in der Schweiz, im österreichischen Tirol und in Deutschland entworfen werden. Etwa 30 Jahre später, nach langjährigen Verhandlungen und Änderungen des ursprünglichen Projekts, gelang es der Teleférico del Pico del Teide – einer am 15. Oktober 1959 für den Betrieb der Seilbahn gegründeten Gesellschaft –, sich mit der Stadtverwaltung von La Orotava zu einigen und das für den Bau erforderliche Grundstück zu erwerben, und zwar im Austausch gegen eine bereits in Aguamansa gebaute Schule und etwa 800 Quadratmeter Land.
Im Jahr 1960 wurde der endgültige Entwurf vorgelegt. Auf der Grundlage des Entwurfs aus den 1930er Jahren wurde die Basisstation an ihren heutigen Standort verlegt, um die Kabellänge zu reduzieren, und eine der Stützen entfernt. Der Entwurf nutzte die Neigung des Geländes, um die Positionierung der Seilstützen bis zur Zwischenstation zu vereinfachen. Im zweiten Abschnitt bis zur Endstation war dadurch keine weitere Stütze mehr notwendig.
Die Landvermessung zur Festlegung der endgültigen Standorte der Stationen und der vier Stützen wurde im April 1962 begonnen und 1963 abgeschlossen. Die Bauarbeiten begannen am 4. September 1963 mit den Aushebungen für die Straße zur Basisstation und dauerten acht Jahre. Der Tiefbau und die Baugründung wurden der AG Entrecanales y Tabora übertragen. Die italienische Firma Ceretti e Tanfani S.A. führte die Installation der Seilbahn aus. Das Baumaterial wurde zunächst von Arbeitern und Eseln nach oben transportiert, bis 1967 ein Aufzug und eine Hilfsseilbahn installiert wurden.
Die Seilbahn wurde am 18. Juli 1971 eingeweiht. Am 2. August 1971 nahm die Seilbahn ihren Betrieb auf. Zwischen 1999 und 2007 wurde die Anlage umfassend renoviert. Kabinen wurden durch neue, modernere Gondeln mit aerodynamischem Design ersetzt und Stützen und Zugseile ausgetauscht. Auch beide Seilbahnstationen wurden an die neuen Gegebenheiten und ihr Erscheinungsbild an die Landschaft angepasst. Heute verfügt die Anlage über eine neue Maschinenanlage, eine neue Stromzentrale und neue Sicherheits- und Kontrollsysteme sowie einen regelmäßigen Inspektions- und Sicherheitsplan.

## Aufbau der Seilbahn
Die Seilbahn hat zwei Stationen. Die Basisstation auf 2356 Meter ist mit dem Auto erreichbar. Hier stehen 220 Parkplätze zur Verfügung und es gibt eine Bar, ein Restaurant und einen Souvenirladen.
Eine Kabine fasst jeweils maximal 44 Personen und die Fahrzeit beträgt acht Minuten. Insgesamt wird die Anlage von vier Stützen getragen.
Die obere Station La Rambleta liegt 3555 Meter über dem Meeresspiegel. Hier steht die höchstgelegene Telefonzelle Spaniens und man blickt auf die Sieben Cañadas und das Ucanca-Tal.
Von hier führen Wanderwege zu den Aussichtspunkten La Fortaleza im Norden und Pico Viejo im Süden. Die zweite Route verläuft beinahe ohne Höhenunterschiede und eröffnet am Ende des Weges einen Blick auf La Gomera, El Hierro, La Palma und den Vulkankrater Pico Viejo. Der Zugang zum Gipfelkrater des Teide, dem höchsten Gipfel Spaniens mit 3.715 m Höhe, ist über den Telesforo-Bravo-Pfad eingeschränkt und nur mit Genehmigung der Nationalparkverwaltung möglich.

## Unternehmensstruktur
Die Anlage wird derzeit von Teleférico del Pico de Teide betrieben, einer im August 1959 gegründeten Aktiengesellschaft, an der die Inselverwaltung von Teneriffa 49,44 % der Anteile hält (Stand 2008). Das Unternehmen beschäftigt 45 Mitarbeiter, sein Geschäftsführer ist Ignacio Sabaté und der Präsident des Verwaltungsrates ist Carlos Alonso (Daten aus 2017).
Im Jahr 2013 gründete das Unternehmen Volcano Life, S.L. als Tourismus-Plattform und beschäftigt rund 80 Mitarbeiter (Stand 2024). Die Marke Volcano Teide Experience war geboren, um einen respektvollen, informativen, sicheren und angenehmen Zugang zum Besuch des Teide zu fördern und zu verbessern.

## Seilbahnbetrieb
In den Wintermonaten verkehrt die Seilbahn zwischen 9 Uhr und 16 Uhr, wobei die letzte Kabine um 16 Uhr hinauf- und die letzte Kabine um 16:50 Uhr herunterfährt. Zwischen Juli und Oktober verschiebt sich die letzte Abfahrt nach hinten und auch an Feiertagen gelten abweichende Abfahrtzeiten. Die Aufenthaltszeit auf der Bergstation ist auf 1 Stunde begrenzt. Die Fahrkartenpreise betragen 41,00 € für Auf- und Abfahrt, bzw. 20,50 € für Kinder (Stand: 02/2025).
Tickets nur für die Abfahrt (bei Wanderung auf den Teide) können an der Bergstation online erworben werden. Dazu wird ein an der Bergstation angebrachter QR-Code mit dem Smartphone gescannt (kostenfreies WLAN vorhanden) und daraufhin das Ticket online gebucht. Ein direkter Ticketkauf an der Bergstation ist nicht möglich. Das Ticket für die Talfahrt kostet für Erwachsene 23,00 € (Stand: 02/2025).
Aus Sicherheitsgründen wird die Bahn bei starkem Wind und bei Vereisung nicht betrieben.